# Jurij Jaśkow
Jurij Wołodymyrowycz Jaśkow, ukr. Юрій Володимирович Яськов (ur. 19 września 1980 w Odessie) – ukraiński piłkarz, grający na pozycji napastnika.

## Kariera piłkarska

### Kariera klubowa
Wychowanek SDJuSzOR Czornomoreć Odessa. Pierwszy trener Jurij Skoryk. W 1998 rozpoczął karierę piłkarską w amatorskim zespole Lilija Odessa. 6 września 1998 roku debiutował w pierwszej drużynie Czornomorca Odessa. Na początku 1998 został piłkarzem Krywbasa Krzywy Róg i już 21 marca 1998 debiutował w Wyszczej Lidze. W 2000 został zaproszony do rosyjskiego Zenitu Petersburg. Nie potrafił przebić się do podstawowego składu i w sezonie 2000/01 występował w bułgarskim klubie. Latem 2001 powrócił do Zenitu Petersburg, ale przez wysoką konkurencję nie wychodził na boisko i w końcu roku został wystawiony na transfer. W 2002 został piłkarzem łotewskiego Dinaburg FC. Potem występował w odeskich klubach IRIK Odessa, Łasunia Odessa i Palmira Odessa. Zimą 2006 przeszedł do Dnistra Owidiopol, w barwach którego zakończył karierę piłkarską.

## Sukcesy i odznaczenia

### Sukcesy klubowe
- brązowy medalista Mistrzostw Ukrainy: 1999